# Diocèse d'Ardagh et Clonmacnois
Le diocèse d'Ardagh et Clonmacnois (irlandais: Ardachad latin Ardachadensis) est un diocèse suffragant de l'Archidiocèse d'Armagh en Irlande, constitué en 514.

## Historique
Ardagh et Ardcarn dans le comté de Roscommon sont désignés alternativement comme siège pour ce diocèse de l'est du Connacht
soit les territoires des Ui Briuin Bréifne et leur royaume vassal de Conmaicne au synode de Synode de Ráth Breasail.  
Mais au synode de Kells-Mellifont en 1152 le royaume de Breifne en pleine expansion est incorporé dans le nouveau diocèse de Kells alors que Conmaicne forme un diocèse indépendant avec Ardagh comme siège. 
Le diocèse de Clonmacnoise est uni avec celui d'Ardagh en 1756 à la mort de son dernier évêque Stephen MacEgan qui avait été transféré dans le diocèse de Meath le 15/26 septembre 1729.

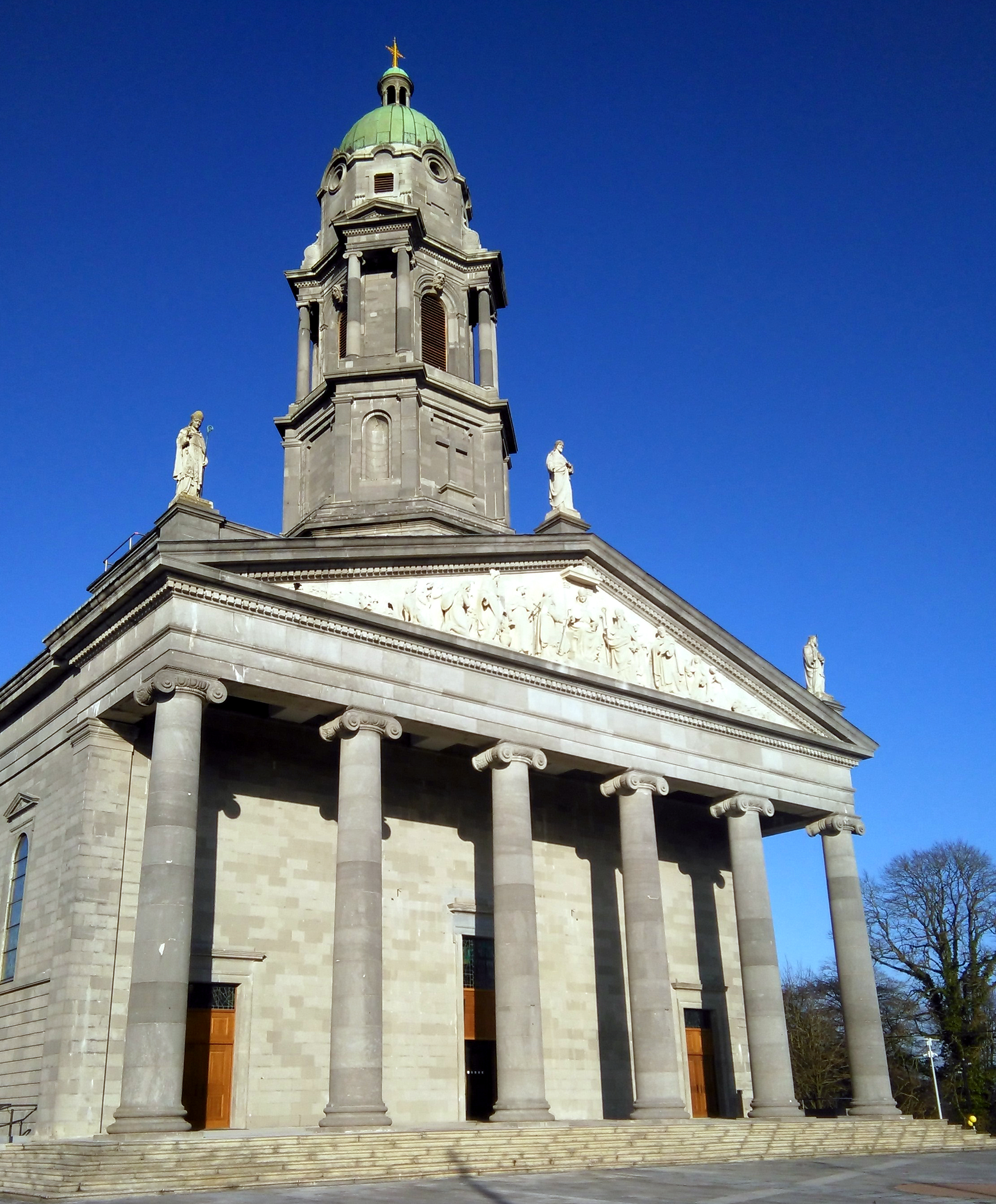
La cathédrale Saint-Mel de Longford.

## Source
- (en) T.W Moody, F.X. Martin, F.J. Byrne A New History of Ireland IX Maps, Genealogies, Lists. À companion to Irish History part II . Oxford University Press réédition 2011  (ISBN 9780199593064).